# Maria da Assunção Esteves
Maria da Assunção Andrade Esteves (n. 15 octombrie 1956) este un om politic portughez, membru al Parlamentului European în perioada 2004-2009 din partea Portugaliei. În perioada 2011-2015 a fost președinte al Adunării Republicii Portugheze.